# Liste der Kulturgüter in Zuoz
Die Liste der Kulturgüter in Zuoz enthält alle Objekte in der Gemeinde Zuoz im Kanton Graubünden, die gemäss der Haager Konvention zum Schutz von Kulturgut bei bewaffneten Konflikten, dem Bundesgesetz vom 20. Juni 2014 über den Schutz der Kulturgüter bei bewaffneten Konflikten sowie der Verordnung vom 29. Oktober 2014 über den Schutz der Kulturgüter bei bewaffneten Konflikten unter Schutz stehen.
Objekte der Kategorien A und B sind vollständig in der Liste enthalten, Objekte der Kategorie C fehlen zurzeit (Stand: 1. Januar 2023).

## Kulturgüter
| Foto |                                                                               | Objekt                                                                                 | Kat. | Typ | Standort                          | Beschreibung |
| ---- | ----------------------------------------------------------------------------- | -------------------------------------------------------------------------------------- | ---- | --- | --------------------------------- | ------------ |
| ja   | Datei hochladen · Wikidata zu Kapelle St. Sebastian (Zuoz) (Q1715240)         | Kapelle San Bastiaun / Chaplutta San Bastiaun KGS-Nr.: 03439                           | A    | G   | Stradun 48 793092 / 164050        |              |
| ja   | Datei hochladen · Wikidata zu Chasa Pult, Zuoz (Q29521734)                    | Haus Pult / Chasa Pult KGS-Nr.: 03440                                                  | A    | G   | Stradun 103 793108 / 164434       |              |
| ja   | Datei hochladen · Wikidata zu Reformierte Kirche Zuoz (Q2137146)              | Reformierte Kirche / Baselgia refurmeda KGS-Nr.: 03441                                 | B    | G   | Stradun 90 793160 / 164310        |              |
| ja   | Datei hochladen · Wikidata zu St. Katharina und Barbara (Q29785277)           | Katholische Kapelle Santa Chatrigna / Chaplutta catolica Santa Chatrina KGS-Nr.: 03442 | B    | G   | Stradun 117 793180 / 164480       |              |
| ja   | Datei hochladen · Wikidata zu Oberes Planta Haus (Q29785282)                  | Oberes Planta-Haus / Chesa Planta Sur KGS-Nr.: 03443                                   | B    | G   | Plaz 11 793090 / 164320           |              |
| BW   | Datei hochladen · Wikidata zu Haus Chastè Sur En, chesa medievale (Q29785284) | Chastè Sur En, mittelalterliches Haus / Chastè Sur En, chasa medievala KGS-Nr.: 03444  | B    | G   | Via Resgia 8.1 793484 / 163634    |              |
| ja   | Datei hochladen · Wikidata zu Planta Turm (Q29785287)                         | Turm / Tuor KGS-Nr.: 03445                                                             | B    | G   | Stradun 92 793125 / 164329        |              |
| BW   | Datei hochladen · Wikidata zu (Q29785279)                                     | Haus Madalena / Chesa Madalena KGS-Nr.: 10844                                          | B    | G   | Somvih 4 793030 / 164325          |              |
| BW   | Datei hochladen · Wikidata zu Hotel Castell (Q29785286)                       | Hotel Castell KGS-Nr.: 10845                                                           | B    | G   | Via Castell 50 792330 / 163880    |              |
| ja   | Datei hochladen · Wikidata zu Lyceum Alpinum Zuoz (Q682092)                   | Lyceum Alpinum KGS-Nr.: 10846                                                          | B    | G   | Lyceum Alpinum 12 793160 / 164639 |              |
| ja   | Datei hochladen · Wikidata zu Unteres Plantahaus (Q29785281)                  | Unteres Planta-Haus / Chesa Planta Suot KGS-Nr.: 12483                                 | B    | G   | Plaz 12 793110 / 164315           |              |